# Ismael Rivera
Ismael Rivera  "El Sonero Mayor" (l'improvisateur de Première) (5 octobre 1931 - 13 mai 1987) était un compositeur et chanteur portoricain de salsa.

## Biographie
Il est né le 5 octobre 1931 dans le vieux San Mateo de Cangrejos, Santurce, Puerto Rico.
Ismael Rivera, surnommé Maelo, était le premier né des cinq enfants de ses parents, Luis (charpentier) et Margarita Rivera (femme au foyer).

Enfant, Ismael était tout le temps en train de chanter et de frapper sur des bidons avec des bâtons.
Il a été à l'école primaire Pablo G. Goyco et puis dans une école professionnelle pour apprendre la menuiserie.
Il a ciré des chaussures pour aider sa famille financièrement et quand il eut 16 ans, il travailla en tant que charpentier.
 
Pendant son temps libre il traînait avec son meilleur ami Rafaël Cortijo et chantait des chansons. 
En 1948, Ismael Rivera et Rafaël Cortijo se sont associés au Conjunto Monterrey : Ismael jouait des congas et Rafaël des bongos.

Ismael ne pouvait pas travailler à plein temps comme musicien, étant donné qu'il travaillait comme charpentier.
En 1952 il est parti faire son service militaire aux USA mais il a vite été exempté car il ne parlait pas anglais.
De retour à Porto Rico, il est allé travailler avec le Panamerican Orchestra grâce à la recommandation de son ami Cortijo.

Il chanta de nombreux tubes (El Charlatan, La Vieja en Camisa, La Sazon de Abuela…) mais quitta le groupe après un différend avec un des membres au sujet d'une fille. 
En 1954, il s'est associé à Cortijo y su combo et a enregistré les chansons suivantes qui ont été des tubes dans toute l'Amérique latine :
- "El Negro Bembon",
- "Quitate de la via Perico",
- "Maquinolandera",
- "El Bombon de Elena",
- "Besitos de Coco",
- "Juan Jose",
- "Palo que tu me Das",
- "Oriza",
- "El Chivo de la Campana",
- "El Yayo",
- "Maria Teresa"
- "Yo Soy del Campo".

Alors que Benny Moré visitait l'île, il a été si impressionné par la voix d'Ismael qu'il l'a baptisé El Sonero Mayor, l’« improvisateur de première ».
Le groupe est parti à New York et a joué dans la célèbre salle de bal Le palladium, où les orchestres de Tito Rodriguez, Tito Puente et Charlie Palmieri ont également joué.
En 1959, Ismael, ainsi que Cortijo y su combo, a participé au film Calipso avec Harry Belafonte.[réf. nécessaire]
Il a fait une tournée avec Cortijo y su combo, Rafaël Ithier et Roberto Roena en Europe, Amérique centrale et Amérique du Sud. 
On a suspecté Ismael d'être impliqué dans une transaction illégale de drogue pendant un voyage au Panama. 
Il a été arrêté à son arrivée à Porto Rico, condamné et emprisonné.
Cet événement a conduit à la dissolution du groupe Cortijo y su combo. 
Peu de temps après, Rafaël Ithier a regroupé certains de ses anciens musiciens et a formé El Gran Combo.
À sa libération de prison, Ismael a formé son propre groupe : Ismael Rivera y sus Cachimbos, qui a existé pendant huit années. 
Ismael et Cortijo ont enregistré Juntos Otra Vez (une autre fois ensemble). 
La mort de Rafaël Cortijo en 1982 l'affecta à un tel point que, lors de l'hommage rendu à son ami d'enfance au Roberto Clemente Coliseumil, il n'a pas pu chanter. 
Ismael Rivera est mort le 13 mai 1987 dans les bras de sa mère Margarita, d'une crise cardiaque.
Celia Cruz a enregistré un hommage à Ismael.
Le 27 septembre 2001, le sénat de Porto Rico a adopté la loi 134 déclarant le 5 octobre (son jour de naissance) « jour d'Ismael Rivera ». 
Dans la ville de Santurce, Porto Rico, il y a une place appelée Plaza de los Salseros avec une statue et une plaque consacrées à Ismael.